# Liwonde-Nationalpark
Der Liwonde-Nationalpark liegt im Süden Malawis in der Nähe der Stadt Liwonde auf einer Höhe von 470 bis 960 Metern über dem Meeresspiegel. Er umfasst 548 km² und wird im Westen durch den Shire-Fluss begrenzt.
Im Park sind sowohl Trockensavanne als auch Überschwemmungsebenen und Wälder aus Mopane, Brachystegia oder Gelbrinden-Akazie sowie einzelne Affenbrotbäume, Palmen und Euphorbia-Bäume zu finden.
Hier leben Wasserböcke, Schwarzfersenantilopen, Buschböcke, Pferdeantilopen, Lichtenstein-Antilopen, Flusspferde und Krokodile sowie eine in den 1980er Jahren zeitweise stark gesunkene Elefantenpopulation. In einem eingezäunten Bereich innerhalb des Nationalparks leben Kaffernbüffel, Zebras, Antilopen und Spitzmaulnashörner. 2016 ergab eine Zählung aus der Luft 1086 Büffel, 1887 Flusspferde, 578 Elefanten, 4477 Wasserböcke, 515 Rappenantilopen, 2107 Schwarzfersenantilopen und 76 Hornraben im Liwonde-Nationalpark. 2011 waren zudem 1269 Warzenschweine und ein Jahr zuvor 37 Kudus, 17 Riedböcke, 54 Buschböcke und zwei Ducker gezählt worden. Unter den über 400 vorkommenden Vogelarten sind beispielsweise Haubenzwergfischer, Goliathreiher und Braunmantel-Scherenschnabel zu nennen. 2016 wurden außerdem 60 Weißrückengeier und vier Ohrengeier erfasst.
2015 übernahm die Nichtregierungsorganisation African Parks die Verwaltung des Parks in Partnerschaft mit Malawis Department of National Parks and Wildlife (DNPW). 2016 wurden 336 der über 800 Elefanten in das Nkhotakota-Wildreservat umgesiedelt. Zu den durchgeführten Maßnahmen gegen Wilderei und Mensch-Wildtier-Konflikte gehört die Entfernung von über 36.000 Drahtschlingen und die Errichtung von 117 Kilometern Elektrozaun. 2017 wurden sieben Geparde und ein Jahr später zehn Löwen im Liwonde-Nationalpark wiederangesiedelt.
2016 besuchten 16.000 Touristen den Liwonde-Nationalpark.